# Syltefjorden (Båtsfjord)
Syltefjorden er en fjord på østsiden af Varangerhalvøen i Båtsfjord kommune i Troms og Finnmark fylke i Norge. Fjorden har indløb fra Barentshavet mellem Syltefjordstauran  i nord og Svartneset i syd og går 16 kilometer mod sydvest til gården Vesterelv i enden af fjorden.
Syltefjordstauran (no) eller bare Stauran er et fuglefjeld i der ligger yderst på vestsiden af fjorden og er omkring tre kilometer langt og 200 meter højt. Ved Syltefjordstauran ligger den den brede bugt Syltefjord-Sandfjorden og den fraflyttede bebyggelse Ytre Syltefjord. På nordsiden af fjorden går Nordfjorden langs nordsiden af Hamnesodden ind til bygden Nordfjord. På sydsiden af Hamnesodden ligger gården Hamna.